# 托叶玛乡
托叶玛乡是中华人民共和国青海省黄南藏族自治州河南蒙古族自治县下辖的一个乡。

## 行政区划
托叶玛乡下辖以下村级行政区划单位：
曲海牧委会、托叶玛牧委会、曲龙牧委会、文群牧委会、宁赛牧委会和夏吾特牧委会。